# Томас Флаверс
Томас Гарольд Флаверс (англ. Thomas Harold Flowers; 22 грудня 1905, Лондон — 28 жовтня 1998, Лондон) — британський інженер. Протягом Другої світової війни Флаверс розробив Colossus, перший у світі програмований електронний комп'ютер. Перша у світі ЕОМ була вузькоспеціалізованою. Colossus використовувався для злому німецьких кодів.